# 風戸蘭七
風戸 蘭七（かざと らな、1998年1月11日 - ）は、日本の女性シンガーソングライター。本名同じ。
埼玉県出身。

## 略歴
- 2007年 - RANA名義で芸能界デビュー。
- 2010年 - NHK教育『天才てれびくんMAX』にてれび戦士として1年間出演。
- 2013年 - オリオンズベルトを退所。
- 2015年1月31日 - ZIP-FM SPOTMUSIC AUDITION準グランプリを受賞[1]。以後、作詞・作曲活動を行う[2]。
- 2017年6月28日 - ファーストミニアルバム「うそつき」発売。
- 2019年1月 - RANASOLとしてKOTONOHOUSEとのコラボ曲『マリンスノー』でデビューし、iTunesエレクトロニック・シングルチャート1位を記録。
- 2025年1月11日-自身の誕生日にあわせ、SNSで昨年11月に結婚していたことを発表した。

## 出演

### テレビドラマ
- ルビコンの決断「奇跡のリンゴ誕生秘話!」（2009年、テレビ東京）木村公美 役
- シークレットガールズ（2011年、フジテレビ）小早川沙織 役
- 陽はまた昇る 第9話（2011年、テレビ朝日）中学生 役
- シークレットガールズ Season2（2012年、フジテレビ）小早川沙織 役
- イタズラなKiss〜Love in TOKYO 第5話（2013年、フジテレビワンツーネクスト）

### バラエティ
- 天才てれびくんMAX（2010年 - 2011年、NHK教育）てれび戦士
- watch music TV（2015年 - 2017年、CBCテレビ）MC

### 舞台
- 生命のコンサート 赤毛のアン（2007年）主演・アン 役
- メガバックスコレクション ドラゴンファンタジー（2009年）ペンギン 役

### ラジオ
- Wear Music（2015年 - 2018年9月、ZIP-FM）ナビゲーター

## ディスコグラフィー
|     | リリース日    | タイトル           |                                                   |
| --- | ------------- | ------------------ | ------------------------------------------------- |
| 1st | 2019年1月     | マリンスノー       | iTunesエレクトロニック・シングルチャート1位を記録 |
| 2nd | 2019年3月22日 | スモーキープレイス |                                                   |